# Rick Kessell
Rick John Kessell (né le 27 juillet 1949 à Toronto en Ontario) est un joueur de hockey sur glace qui joua dans la Ligue nationale de hockey pour les Penguins de Pittsburgh et les Golden Seals de la Californie.
Il est repêché par les Penguins au second tour, 15e au total, du repêchage amateur de la LNH 1969. Il dispute 135 matches dans la ligue aux postes de centre et d'ailier gauche. Il ne connaît pas une grande carrière, mais il réussit à marquer à son tout premier match dans la ligue, à sa toute première présence sur la glace, battant le gardien Gerry Desjardins des Black Hawks de Chicago après 2 minutes 17 secondes en première période.

## Statistiques
Pour les significations des abréviations, voir Statistiques du hockey sur glace.
| Saison     | Équipe                          | Ligue      |     | Saison régulière | Saison régulière | Saison régulière | Saison régulière | Saison régulière |   | Séries éliminatoires | Séries éliminatoires | Séries éliminatoires | Séries éliminatoires | Séries éliminatoires |
| Saison     | Équipe                          | Ligue      | PJ  | B                | A                | Pts              | Pun              | PJ               | B | A                    | Pts                  | Pun                  |                      |                      |
| 1967-1968  | Marlboros de Toronto            | OHA        | 14  | 1                | 3                | 4                | 2                | -                | - | -                    | -                    | -                    |                      |                      |
| 1967-1968  | Nationals de London             | OHA        | 16  | 2                | 2                | 4                | 0                | -                | - | -                    | -                    | -                    |                      |                      |
| 1968-1969  | Generals d'Oshawa               | OHA        | 53  | 26               | 66               | 92               | 8                | -                | - | -                    | -                    | -                    |                      |                      |
| 1969-1970  | Clippers de Baltimore           | LAH        | 52  | 15               | 21               | 36               | 6                | 5                | 1 | 1                    | 2                    | 0                    |                      |                      |
| 1969-1970  | Penguins de Pittsburgh          | LNH        | 8   | 1                | 2                | 3                | 2                | -                | - | -                    | -                    | -                    |                      |                      |
| 1970-1971  | Wranglers d'Amarillo            | LCH        | 62  | 31               | 38               | 69               | 10               | -                | - | -                    | -                    | -                    |                      |                      |
| 1970-1971  | Penguins de Pittsburgh          | LNH        | 6   | 0                | 2                | 2                | 2                | -                | - | -                    | -                    | -                    |                      |                      |
| 1971-1972  | Bears de Hershey                | LAH        | 54  | 24               | 19               | 43               | 12               | -                | - | -                    | -                    | -                    |                      |                      |
| 1971-1972  | Penguins de Pittsburgh          | LNH        | 3   | 0                | 1                | 1                | 0                | -                | - | -                    | -                    | -                    |                      |                      |
| 1972-1973  | Penguins de Pittsburgh          | LNH        | 66  | 1                | 13               | 14               | 0                | -                | - | -                    | -                    | -                    |                      |                      |
| 1973-1974  | Golden Seals de la Californie   | LNH        | 51  | 2                | 6                | 8                | 4                | -                | - | -                    | -                    | -                    |                      |                      |
| 1974-1975  | Golden Eagles de Salt Lake City | LCH        | 8   | 1                | 4                | 5                | 2                | -                | - | -                    | -                    | -                    |                      |                      |
| 1974-1975  | Nighthawks de New Haven         | LAH        | 60  | 21               | 46               | 67               | 16               | 16               | 4 | 9                    | 13                   | 2                    |                      |                      |
| 1975-1976  | Golden Eagles de Salt Lake      | LCH        | 54  | 16               | 39               | 55               | 19               | 5                | 2 | 3                    | 5                    | 2                    |                      |                      |
| 1976-1977  | Warriors de Whitby              | OHASr      | 14  | 9                | 17               | 26               | 6                | -                | - | -                    | -                    | -                    |                      |                      |
| Totaux LNH | Totaux LNH                      | Totaux LNH | 134 | 4                | 24               | 28               | 8                | -                | - | -                    | -                    | -                    |                      |                      |